# Aktion J
Aktion J ist ein dokumentarischer Kompilationsfilm des Deutschen Fernsehfunks von Walter Heynowski aus dem Jahr 1961. Er dokumentiert das Berufsleben Hans Globkes bis zum Jahr 1961. Alle untenstehenden Handlungen und Äußerungen sind im Film in Bild oder Ton nachzuweisen.

## Filminhalt
Im Alter von 25 ½ Jahren äußerte Hans Globke am 14. April 1924 in einem Gesuch seinen Wunsch, dem preußischen Staat seine Dienste zu widmen. Seit diesem Tag gibt es über ihn auch eine Akte. 1930 bezog er ein Büro als Regierungsrat im Preußischen Ministerium des Inneren und wurde Sachbearbeiter für das Namensrecht. 1933 wurde Hermann Göring Sonderkommissar und somit der Chef im Haus. Als erstes hatten alle Mitarbeiter einen Fragebogen auszufüllen, worin Globke auch angab, seit 1922 Mitglied der Zentrumspartei zu sein, die aber 1933 aufgelöst wird. Diese Fragebögen dienten der Beamtensäuberung, die einige sogar mit ihrem Leben bezahlen mussten. Gleichwohl wurde Globke im Oktober 1933 von den Nationalsozialisten zum Oberregierungsrat befördert. Einer der Gründe dafür findet sich in einer von ihm verfassten Richtlinie für die Polizeiämter vom 23. Dezember 1932, dass Bestrebungen jüdischer Personen, ihre Herkunft durch Ablegen oder Änderung des bisherigen Namens zu verschleiern, nicht unterstützt werden dürften. Diese Richtlinie wurde geheim gehalten, da die Nationalsozialisten noch nicht an der Macht waren, zeigte aber bereits die antisemitische Gesinnung Globkes.
Mit dem Judenboykott begann am 1. April 1933 in Deutschland die Aktion J, mit der die Entrechtung und Verfolgung der deutschen Juden neue Formen annahm. Bereits eine Woche später regte Reichskanzler Adolf Hitler die Vorbereitung einer bewusst völkischen Gesetzgebung gegen die Juden an. Diese Anregung erhielt Hans Globke, der im zusammengelegten Reichs- und Preußischen Ministerium des Innern unter Minister Wilhelm Frick dafür zuständig war. Fristgemäß legte Globke das Reichsbürgergesetz, das Blutschutzgesetz und das Ehegesundheitsgesetz vor, so dass diese in Nürnberg beschlossen werden konnten. Gemeinsam mit Wilhelm Stuckart arbeitete Globke auch die Kommentare zu diesen Gesetzen aus. Die lange Liste führte auf, was den Juden fortan verboten war. Auf einem jüdischen Friedhof in Berlin liegen allein 1907 Menschen begraben, die sich nach der Einführung der Nürnberger Gesetze für den Freitod entschieden.
Von Heinrich Himmler erhielt Globke den von Adolf Hitler angeregten Auftrag, eine gesetzliche Regelung zu schaffen, mittels derer Juden bereits an ihren Namen kenntlich gemacht würden. Dafür wäre es notwendig, eine Liste mit jüdischen Vornamen anzulegen. Die von der Reichsstelle für Sippenforschung angeforderte Liste war aber unvollständig und wurde von Hans Globke eigenhändig ergänzt. Im Ergebnis seiner Überlegungen wurde festgelegt, dass jüdische Männer zusätzlich den Namen Israel und Frauen den Namen Sara führen müssten. Dieser Namensänderungsverordnung stimmt Adolf Hitler zu. Ab jetzt waren die Tage der Juden gezählt, denn die örtlichen Polizeibehörden erhalten den Auftrag, sämtliche Anträge für das Tragen der zusätzlichen Namen an die Staatspolizei-Dienststellen weiterzugeben. Auf Globkes Anregung wurden die Pässe der jüdischen Bürger zusätzlich mit einem „J“ gekennzeichnet. Am 13. Juli 1938 wurde Hans Globke zum Ministerialrat ernannt. 
Mit dem Einmarsch der deutschen Wehrmacht in andere Länder erweiterte sich Globkes Aufgabengebiet. Beim Anschluss Österreichs wurden umgehend seine Rassegesetze eingeführt. Auch bei der Durchsetzung der Gesetze bei der Eingliederung des Sudetenlandes brauchte keine besondere Rücksicht genommen werden. Für die Beteiligung an den beiden zuvor genannten Aktionen wurde Globke mit den extra dafür geschaffenen Ehrungen bedacht. Im Juni 1940 hatte er die Vorbereitungen zur Unterzeichnung des Waffenstillstandabkommens mit Frankreich zu erledigen. 
Im April 1943 wurde der Reichsführer SS Heinrich Himmler auch Reichsinnenminister und somit Globkes Vorgesetzter. Im neuen Kriegs-Geschäftsverteilungsplan gab es keinen höheren Beamten im Ministerium mit mehr Aufgaben als ihn. Zu seinen 25 Aufgabengebieten zählten die Operationszone Adriatisches Küstenland, Italien, Sonderreglung der Staatsangehörigkeit und Personenstands-Angelegenheiten. Der Film zitiert für jeden dieser Bereiche einen Teil der Anordnungen Globkes. Die Tätigkeiten nahmen seine Kraft so stark in Anspruch, dass er deshalb krankgeschrieben wurde und eine Kur nach Lugano antrat. Der letzte Eintrag in der Akte Dr. Hans Globke lautet: „Die Reichshauptkasse wird angewiesen, die Zahlung des monatlichen Kleidergeldes in Höhe von 13 Mark 05 an Ministerialrat Dr. Globke, mit Ablauf des 28. Februar 1945 einzustellen.“ Nach dem Ende des Zweiten Weltkriegs wird Hans Globke mit der Nummer 101 als Kriegsverbrecher gesucht. 
Doch an ihm vollzieht sich ein „Wunder“, wie an anderen auch, er bekommt Konrad Adenauer als neuen Chef. Doch Globke wurde kein Minister, sondern steht als Staatssekretär über ihnen. Alles was Konrad Adenauer erreichen soll, musste von Hans Globke gegengezeichnet sein. Die Tagesordnungen und Beschlüsse des Bundeskabinetts wurden von ihm vorbereitet. Der Film dokumentiert Adenauers Worte: „Ich will also nur nochmals erklären, dass Dr. Globke mein uneingeschränktes Vertrauen besitzt.“ In der DDR wird Globke dagegen steckbrieflich gesucht. Er habe zwar keinen Menschen persönlich umgebracht, jedoch viele der Verbrechen im Nationalsozialismus vorbereitet.

## Produktion und Veröffentlichung
Aktion J mit dem Untertitel Ein Film der Beweise wurde vom Deutschen Fernsehfunk als Schwarzweißfilm gedreht und hatte dort am 20. April 1961 seine erste Ausstrahlung. Am 21. April 1961 war im Berliner Kino Colosseum auch der Start für Aufführungen in den Kinos der DDR.

## Rezeption
H. U. schrieb in der Neuen Zeit vom 20. April 1961, S. 2, wie folgt:

„Ein Film der Beweise – fast zwei Stunden lang folgen Fotos, alte Wochenschauaufnahmen, Akten und immer wieder Akten, Referentennotizen, Fragebögen, Bescheinigungen, Personalgutachten, Urkunden, Ausweise und wieder Fotos und wieder Wochenschauaufnahmen und Zeugenaussagen und Gutachten von Wissenschaftlern und noch mehr Akten. Es sind Dokumente aus fast allen Ländern Europas.“

## Auszeichnungen
- 1961: Hauptpreis auf der IV. Internationalen Leipziger Dokumentar- und Kurzfilmwoche.[3]